# 1194
| Calendário gregoriano                                                        | 1194 MCXCIV                                          |
| Ab urbe condita                                                              | 1947                                                 |
| Calendário arménio                                                           | 643 – 644                                            |
| Calendário bahá'í                                                            | -650 – -649                                          |
| Calendário budista                                                           | 1738                                                 |
| Calendário chinês                                                            | 3890 – 3891 Início a 24 de janeiro (aproximadamente) |
| Calendário copta                                                             | 910 – 911                                            |
| Calendário etíope                                                            | 1186 – 1187                                          |
| Calendários hindus - Vikram Samvat - Calendário nacional indiano - Cáli Iuga | 1249 – 1250 1115 – 1116 4294 – 4295                  |
| Calendário Holoceno                                                          | 11194                                                |
| Calendário islâmico                                                          | 590 – 591                                            |
| Calendário judaico                                                           | 4954 – 4955                                          |
| Calendário persa                                                             | 572 – 573                                            |
| Calendário rúnico                                                            | 1444                                                 |
| Calendário solar tailandês                                                   | 1737                                                 |

1194 (MCXCIV, na numeração romana) foi um ano comum do século XII do Calendário Juliano, da Era de Cristo, a sua letra dominical foi B (52 semanas), teve início a um sábado e terminou também a um sábado.
No reino de Portugal estava em vigor a Era de César que já contava 1232 anos.

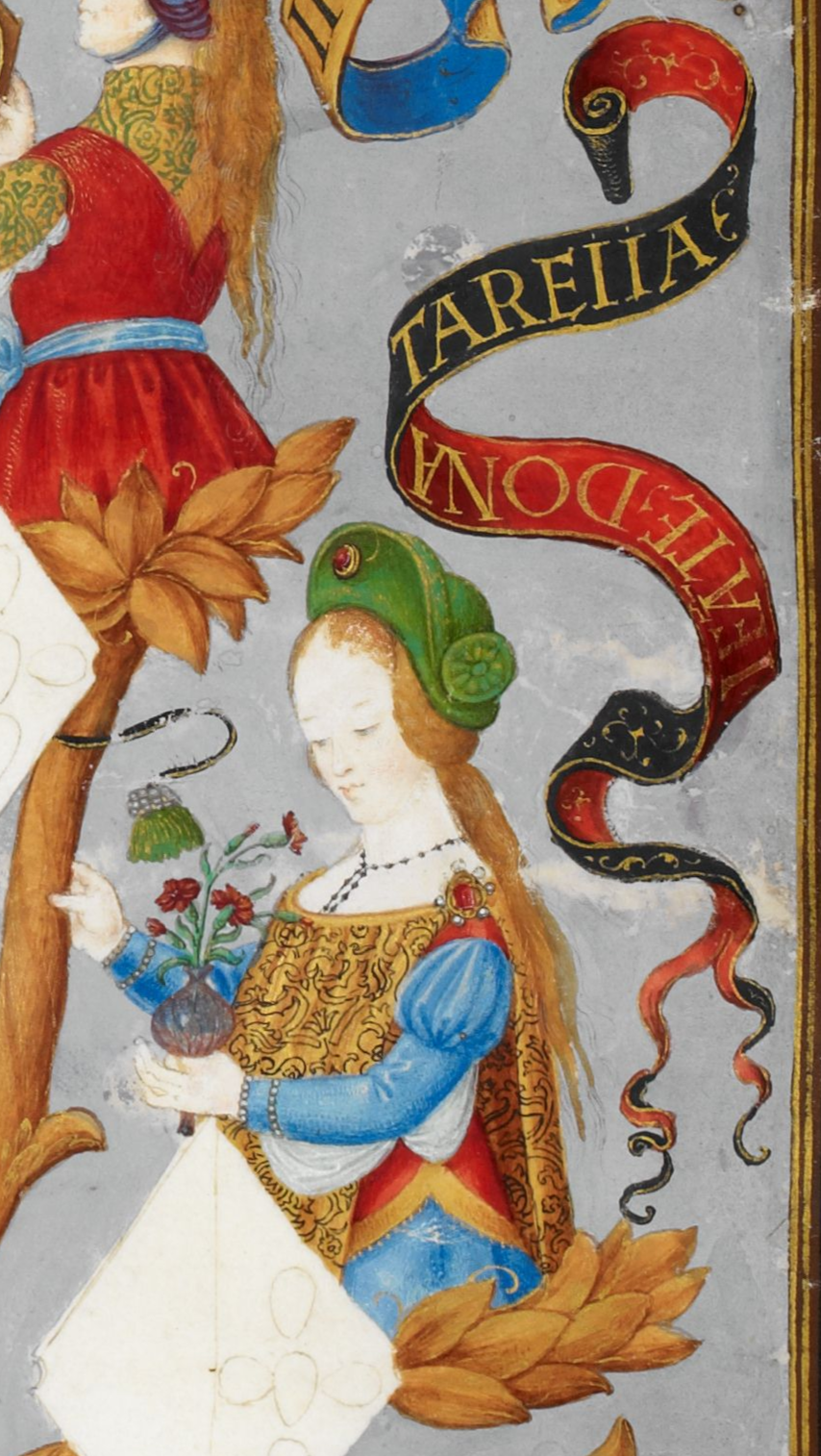
D. Teresa de Portugal, Condessa da Flandres. Iluminura de António de Holanda.

| Ano completo                   |
| ------------------------------ |
| Ano comum com início ao sábado |

## Eventos
- Inti Yupanqui funda o Império Inca (Peru).
- Segundo casamento da Infanta D. Teresa, filha de D. Afonso Henriques, com Eudo III, duque de Borgonha.
- 4 de Fevereiro — o rei Ricardo I de Inglaterra é libertado do seu cativeiro na Alemanha mediante o pagamento de um resgate a Leopoldo IV.
- 20 de Abril — Afonso IX de Leão e Afonso VIII de Castela assinam o Tratado de Tordehumos.
- Dissolução do Império Seljúcida por Takash(Xá do Império Corásmio)

## Nascimentos
- 26 de Dezembro — Frederico II, Sacro Imperador Romano-Germânico.
- Maomé I — fundador do do Reino Nacérida de Granada (m. 1273).

## Mortes
- 27 de Junho — Sancho VI, rei de Navarra (n. 1132).
- Guido de Lusignan — cavaleiro francês, rei consorte do Reino de Jerusalém e segundo rei do Chipre (n. 1159).
- Raimundo V de Toulouse — conde de Toulouse (n. 1134).